# Hank Skinner
Henry Watkins „Hank“ Skinner (* 4. April 1962 in Danville, Virginia; † 16. Februar 2023 in Galveston, Texas) war ein wegen dreifachen Mordes zum Tod verurteilter US-amerikanischer Häftling, der rund 28 Jahre in der Allan B. Polunsky Unit inhaftiert war. Sein Fall wurde insbesondere bekannt durch eine Folge der Dokumentarfernsehserie Im Todestrakt des deutschen Regisseurs Werner Herzog im Jahr 2012.
Skinner war vor dem Mord als Kleinkrimineller in Erscheinung getreten, der zwischen 1988 und 1993 wegen Autodiebstahls eine fünfjährige Haftstrafe abgesessen hatte. Am Silvesterabend 1993 starben seine Lebensgefährtin Twila Busby (1953–1993) und deren zwei geistig behinderte Söhne durch Gewalteinwirkung in ihrem Zuhause im texanischen Pampa. Busby war erwürgt und ihr Kopf wiederholt mit einem hölzernen Axtgriff geschlagen, ihre Söhne durch Messerstiche getötet worden. Skinner behauptete während der späteren Verhandlung gegen ihn, zu diesem Zeitpunkt im Haus bewusstlos infolge von Alkohol- und Medikamentenmissbrauch auf dem Sofa gelegen zu haben. Als Täter verdächtige er einen Onkel seiner Lebensgefährtin, der am Tattag ebenfalls anwesend war. Skinners Pflichtverteidiger war Harold Comer, der als Staatsanwalt zuvor die fünfjährige Haftstrafe gegen ihn erwirkt hatte. In der Verhandlung verzichtete Comer auf die DNA-Analyse von Spuren unter den Fingernägeln von Twila Busby, auf den Tatwerkzeugen und auf einer Regenjacke. Diese anwaltliche Pflichtverletzung führte schließlich dazu, dass Skinner ohne Entlastungen für ihn am 23. März 1995 schuldig gesprochen und zum Tod verurteilt wurde.
Als Hinrichtungstermin war der 24. März 2010 angesetzt. Der Supreme Court gewährte kurz vor der Vollstreckung einen Aufschub, um den Fall neu zu prüfen. Auch vier weiteren Hinrichtungsterminen entging Skinner. Seiner Forderung, die bislang unterlassenen DNA-Analysen durchführen lassen zu dürfen, kam das Gericht jedoch bis zuletzt nicht nach. Als neuer Hinrichtungstermin war der 13. September 2023 vorgesehen.
Skinner musste sich im Dezember 2022 einer Operation zur Entfernung eines Hirntumors unterziehen, die zu Komplikationen führte, an deren Folgen er am 16. Februar 2023 in einem Krankenhaus im texanischen Galveston im Alter von 60 Jahren starb. Seit 2008 war er mit der Französin Sandrine Ageorges verheiratet, einer Aktivistin gegen die Todesstrafe. Neben ihr hinterließ er drei erwachsene Kinder, zwei Töchter und einen Sohn.